# Torraca
Torraca község (comune) Olaszország Campania régiójában, Salerno megyében.

## Fekvése
A megye délkeleti részén fekszik. Határai: Casaletto Spartano, Sapri, Tortorella és Vibonati.

## Története
Első említése a 11. századból származik. A következő századokban nemesi birtok volt. A 19. században nyerte el önállóságát, amikor a Nápolyi Királyságban felszámolták a feudalizmust.

## Népessége
A népesség számának alakulása:

## Főbb látnivalói
- Castello baronale
- Madonna Dei Cordici-szentély
- San Fantino-templom